# 院尊
院尊（いんそん、保安元年（1120年） - 建久9年10月29日（1198年11月29日））は、平安時代後期-鎌倉時代の院派仏師。法印。

## 略歴
仏師・院覚の子。興福寺で造仏、興福寺講堂大仏師。寿永2年の興福寺本僧綱補任では、唯一最高位の法印にあったことがわかる。東大寺焼き討ち後の復興時、大仏光背造立などを指揮。近江に源氏調伏の、高さ五丈の毘沙門天を造立し、源頼朝の不興をかう。

## 作品
確実な現存作品は確認されていない。ただ、長講堂阿弥陀三尊像は、後白河院関係の造仏だと考えれば、院尊の作と見るのが妥当とされる。この仏像の特色として、両脇侍が蓮台から片足を踏み下げている点が珍しい。これは天平彫刻から範をとったと思われ、当時の古典への関心が窺える。もうひとつの特色として、脇侍の天衣を正面で両肩から胸部にかかる縁に沿って、肉身や条帛に重なるように掘り出して取り付けられている点である。着衣や装身具を別で作るのは鎌倉時代以降見られる技法であるが、この作品では、手間の掛かる割りに効果を上げているとは言い難い。しかし、当時の仏師の現実への興味、こだわりといった意識変化の兆しを見ることが出来る。

## 参考資料
- 三宅久雄『日本の美術459 鎌倉時代の彫刻 仏と人のあいだ』至文堂、2004年。ISBN 4-7843-3459-9。